# 74ª Mostra internazionale d'arte cinematografica di Venezia

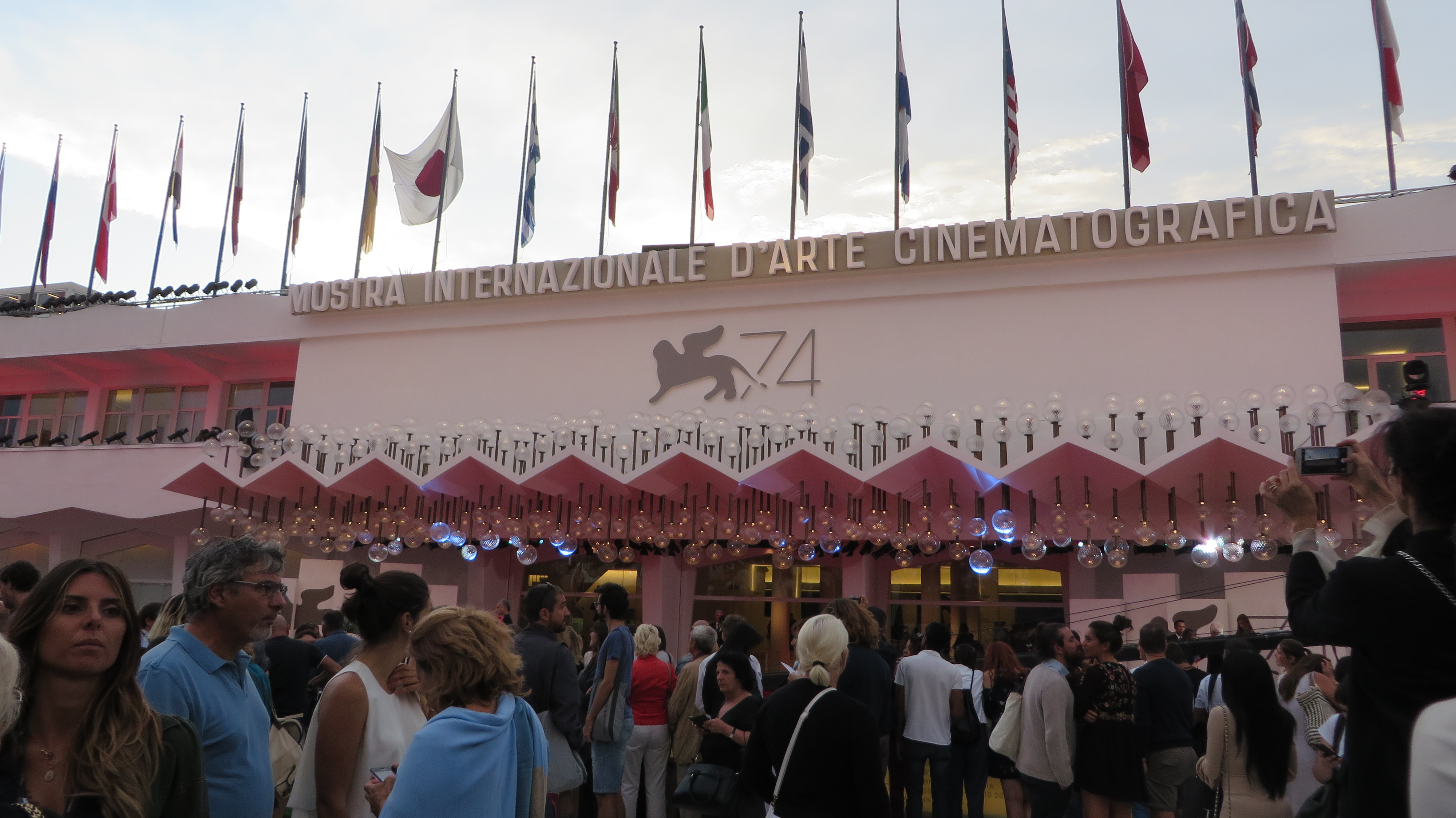
La manifestazione

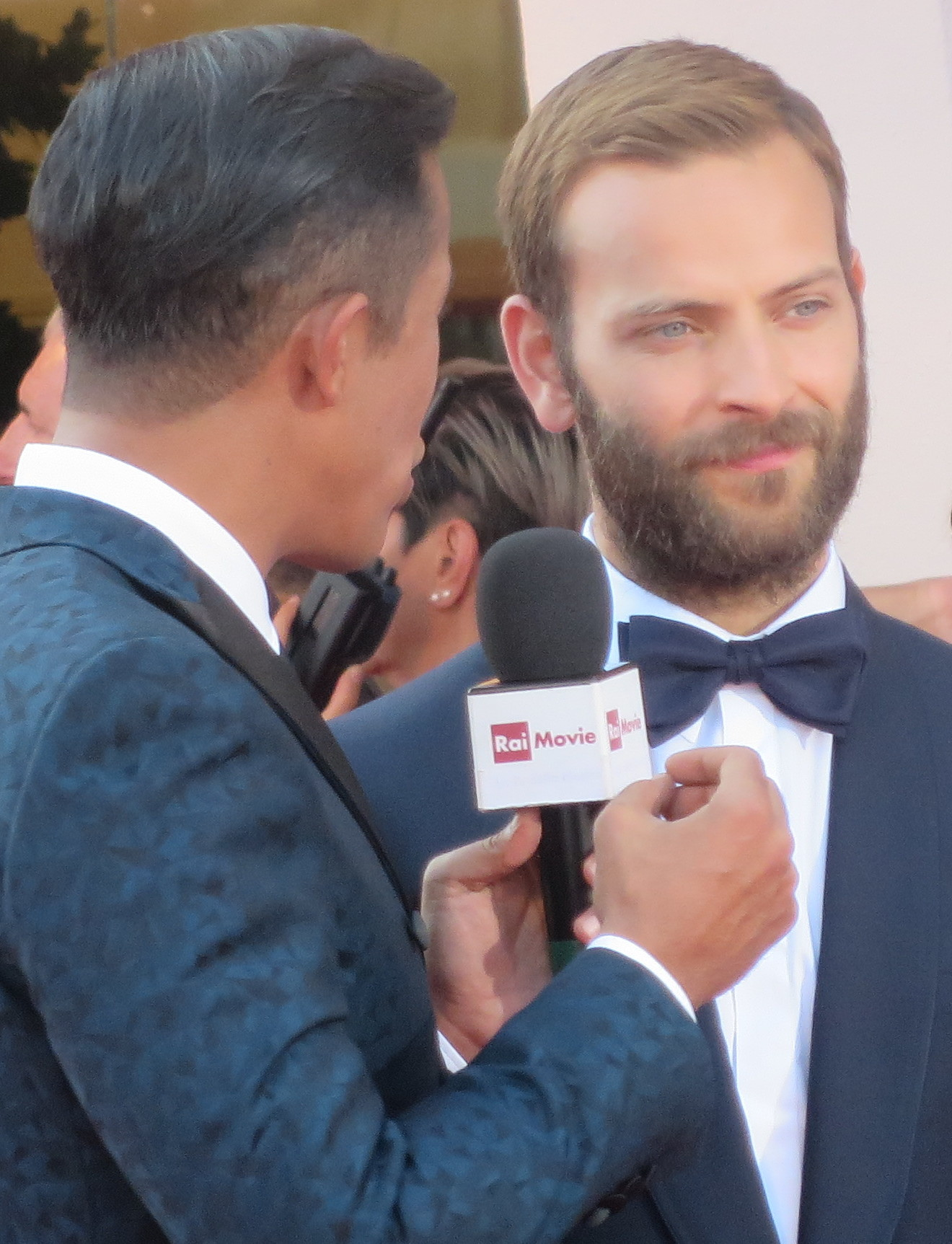
Il padrino Alessandro Borghi durante un'intervista con Livio Beshir

La 74ª edizione della Mostra internazionale d'arte cinematografica ha avuto luogo a Venezia dal 30 agosto al 9 settembre 2017, diretta anche quest'anno da Alberto Barbera e organizzata dalla Biennale presieduta da Paolo Baratta.
Il padrino della rassegna è stato l'attore italiano Alessandro Borghi. L'elenco dei film in programma alla 74ª Mostra è stato annunciato nel corso della conferenza stampa di presentazione che si è tenuta il 27 luglio 2017 a Roma. Il film d'apertura è stato Downsizing di Alexander Payne. 
Il 17 luglio 2017 è stato annunciato dalla Biennale l'assegnazione del Leone d'oro alla carriera a Jane Fonda e Robert Redford.
Al regista britannico Stephen Frears è stato assegnato il Premio Jaeger-LeCoultre Glory to the Filmmaker della biennale 2017, mentre Andrea Guerra ha ricevuto il premio Soundtrack Stars 2017.
La giuria, presieduta dall'attrice statunitense Annette Bening, ha assegnato il Leone d'oro al miglior film a La forma dell'acqua - The Shape of Water di Guillermo del Toro.

## Giurie

### Giuria della sezione ufficiale
- Annette Bening (attrice, Stati Uniti d'America) - Presidente
- Ildikó Enyedi (regista e sceneggiatrice, Ungheria)
- Michel Franco (regista e produttore, Messico)
- Rebecca Hall (attrice, Regno Unito)
- Anna Mouglalis (attrice, Francia)
- David Stratton (critico cinematografico, Australia/Inghilterra)
- Jasmine Trinca (attrice, Italia)
- Edgar Wright (regista e sceneggiatore, Regno Unito)
- Yonfan (regista e produttore, Taiwan)

### Giuria della sezione "Orizzonti"
- Gianni Amelio (regista, Italia) - Presidente
- Rakhshan Bani-Etemad (regista, Iran)
- Ami Canaan Mann (regista, Stati Uniti d'America)
- Mark Cousins (regista e sceneggiatore, Irlanda/Scozia)
- Andrés Duprat (sceneggiatore, architetto e curatore artistico, Argentina)
- Fien Troch (regista e sceneggiatrice, Belgio)
- Rebecca Zlotowski (sceneggiatrice e regista, Francia)

### Giuria del "Premio Venezia Opera Prima Luigi De Laurentiis"
- Benoît Jacquot (regista e sceneggiatore, Francia) - Presidente
- Geoff Andrew (critico, professore e programmatore cinematografico, Regno Unito)
- Albert Lee (produttore cinematografico, Hong Kong)
- Greta Scarano (attrice, Italia)
- Yorgos Zois (regista, Grecia)

### Giuria del "Venice Virtual Reality"
- John Landis (regista, Stati Uniti d'America) - Presidente
- Céline Sciamma (sceneggiatrice e regista, Francia)
- Ricky Tognazzi (attore e regista, Italia)

### Giuria Venezia Classici
- Giuseppe Piccioni (regista, Italia) - Presidente
- Arianna Calogero   (regista, montatore, animatore, Italia) - Membro Giuria
- Merve Erdem - Membro Giuria
- Sara Bassi - Membro Giuria
- Maria Matilde Fondi - Membro Giuria
- Francesco Tomba - Membro Giuria
- Diego Donetto- Membro Giuria
- Alessandro Leombruni - Membro Giuria
- Roberto Cortazzo- Membro Giuria
- Pasquale Sbarra - Membro Giuria
- Simone Sanna - Membro Giuria
- Francesca Gastoldi - Membro Giuria
- Giovanna Corigliano - Membro Giuria
- Martina Puliatti - Membro Giuria
- Sofia Nadalini - Membro Giuria
- Roberta Angeli - Membro Giuria
- Federica Cacio - Membro Giuria
- Domenico Parrino - Membro Giuria
- Alice Citarella - Membro Giuria
- Cristina Barillari - Membro Giuria
- Leonardo Lenzini - Membro Giuria
- Cosimo Tassinari - Membro Giuria
- Annalisa Castagnoli - Membro Giuria
- Marianna Dimeo - Membro Giuria
- Roberta Barberi - Membro Giuria
- Gloria di Belli - Membro Giuria

## Sezioni principali

### In concorso
- Madre! (Mother!), regia di Darren Aronofsky (Stati Uniti d'America)
- Suburbicon, regia di George Clooney (Stati Uniti d'America)
- La forma dell'acqua - The Shape of Water (The Shape of Water), regia di Guillermo del Toro (Stati Uniti d'America)
- L'insulto (Qaḍiyya raqm 23), regia di Ziad Doueiri (Francia, Libano)
- La casa sul mare (La villa), regia di Robert Guédiguian (Francia)
- Charley Thompson (Lean on Pete), regia di Andrew Haigh (Regno Unito)
- Mektoub, My Love - Canto uno, regia di Abdellatif Kechiche (Francia, Italia)
- Il terzo omicidio (Sandome no satsujin), regia di Hirokazu Kore'eda (Giappone)
- L'affido (Jusqu'à la garde), regia di Xavier Legrand (Francia)
- Ammore e malavita, regia di Manetti Bros. (Italia)
- Foxtrot - La danza del destino (Foxtrot), regia di Samuel Maoz (Israele, Germania, Francia, Svizzera)
- Tre manifesti a Ebbing, Missouri (Three Billboards Outside Ebbing, Missouri), regia di Martin McDonagh (Stati Uniti d'America, Regno Unito)
- Hannah, regia di Andrea Pallaoro (Italia, Belgio, Francia)
- Downsizing - Vivere alla grande (Downsizing), regia di Alexander Payne (Stati Uniti d'America) – film d'apertura
- Jia Nian Hua, regia di Vivian Qu (Cina, Francia)
- Una famiglia, regia di Sebastiano Riso (Italia)
- First Reformed - La creazione a rischio (First Reformed), regia di Paul Schrader (Stati Uniti d'America)
- Sweet Country, regia di Warwick Thornthon (Australia)
- Ella & John - The Leisure Seeker (The Leisure Seeker), regia di Paolo Virzì (Italia, Francia)
- Human Flow, regia di Ai Weiwei (Germania, Stati Uniti d'America)
- Ex Libris - The New York Public Library, regia di Frederick Wiseman (Stati Uniti d'America)

### Fuori concorso
- Le nostre anime di notte (Our Souls at Night), regia di Ritesh Batra (Stati Uniti d'America)
- Il signor Rotpeter, regia di Antonietta De Lillo (Italia)
- Vittoria e Abdul (Victoria & Abdul), regia di Stephen Frears (Regno Unito)
- La Mélodie - Suona sogna vola (La Mélodie), regia di Rachid Hami (Francia)
- Outrage Coda, regia di Takeshi Kitano (Giappone) – Film di chiusura
- Escobar - Il fascino del male (Loving Pablo), regia di Fernando León de Aranoa (Spagna, Bulgaria)
- Zama, regia di Lucrecia Martel (Argentina, Brasile)
- Wormwood, regia di Errol Morris (Stati Uniti d'America) – miniserie TV
- Diva!, regia di Francesco Patierno (Italia)
- Le Fidèle - Una vita al massimo (Le Fidèle), regia di Michaël R. Roskam (Belgio, Francia, Paesi Bassi)
- Il colore nascosto delle cose, regia di Silvio Soldini (Italia, Svizzera)
- The Private Life of a Modern Woman, regia di James Toback (Stati Uniti d'America)
- Cell Block 99 - Nessuno può fermarmi (Brawl in Cell Block 99), regia di S. Craig Zahler (Stati Uniti d'America)
- Manhunt, regia di John Woo (Cina, Hong Kong)

#### Documentari
- Cuba and the Cameraman, regia di Jon Alpert (Stati Uniti d'America)
- My Generation, regia di David Batty (Regno Unito)
- Piazza Vittorio, regia di Abel Ferrara (Italia)
- The Devil and Father Amorth, regia di William Friedkin (Stati Uniti d'America)
- This Is Congo, regia di Daniel McCabe (Congo)
- Ryuichi Sakamoto: CODA, regia di Stephen Schible (Stati Uniti d'America, Giappone)
- Jim & Andy: The Great Beyond - Featuring a Very Special, Contractually Obligated Mention of Tony Clifton, regia di Chris Smith (Stati Uniti d'America, Canada)
- Happy Winter, regia di Giovanni Totaro (Italia)
- Preghiera, regia di Davide Cavuti (Italia)
- Li chiamavano ribelli, regia di Lucia Filippone (Italia)

#### Eventi speciali
- Casa d'altri, regia di Gianni Amelio (Italia)
- Michael Jackson's Thriller 3D, regia di John Landis (Stati Uniti d'America)
- Making Michael Jackson's Thriller, regia di Jerry Kramer (Stati Uniti d'America)
- L'ordine delle cose, regia di Andrea Segre (Italia)

### Orizzonti
- L'albero del vicino (Undir trénu), regia di Hafsteinn Gunnar Sigurðsson (Islanda, Danimarca, Polonia, Germania)
- Hā ḇēn-ḏōḏ, regia di Tzahi Grad (Israele)
- Les Bienheureux, regia di Sofia Djama (Francia, Belgio)
- Brutti e cattivi, regia di Cosimo Gomez (Italia, Francia)
- Caniba, regia di Véréna Paravel e Lucien Castaing-Taylor (Francia)
- Il dubbio - Un caso di coscienza (Bedun-e tārikh, bedun-e emzā), regia di Vahid Jalilvand (Iran)
- Gatta Cenerentola, regia di Alessandro Rak, Ivan Cappiello, Marino Guarnieri e Dario Sansone (Italia)
- Invisible, regia di Pablo Giorgelli (Argentina, Brasile, Uruguay, Germania)
- Krieg, regia di Rick Osterman (Germania)
- Marvin, regia di Anne Fontaine (Francia)
- Nāpadid šodan, regia di Ali Asgari (Iran)
- Nico, 1988, regia di Susanna Nicchiarelli (Italia)
- The Rape of Recy Taylor, regia di Nancy Buirski (Stati Uniti d'America)
- Takara - La notte che ho nuotato (Takara - La nuit où j'ai nagé), regia di Damien Manivel e Igarashi Kohei (Francia, Giappone)
- La testimonianza (Hā ʿēḏūṯ), regia di Amichai Greenberg (Israele, Austria)
- Los versos del olvido, regia di Alireza Khatami (Francia, Germania, Paesi Bassi, Cile)
- La vita in comune, regia di Edoardo Winspeare (Italia)
- Vulnerabili (Espèces menacées), regia di Gilles Bourdos (Francia, Belgio)
- West of Sunshine, regia di Jason Raftopoulos (Australia)

### Cinema nel Giardino
- Manuel, regia di Dario Albertini (Italia)
- Controfigura, regia di Rä di Martino (Italia, Francia, Marocco, Svizzera)
- Woodshock, regia di Laura Mulleavy e Megan Mulleavy (Stati Uniti d'America)
- Nato a Casal di Principe, regia di Bruno Oliviero (Italia, Spagna)
- Suburra - La serie – serie TV (Italia) - presentazione dei primi due episodi
- Tueurs, regia di François Troukens e Jean-François Hensgens (Belgio, Francia)

## Sezioni autonome e parallele

### Settimana Internazionale della Critica

#### In concorso
- Il cratere, regia Luca Bellino e Silvia Luzi (Italia)
- Drift, regia di Helena Wittmann (Germania)
- Les Garçons sauvages, regia di Bertrand Mandico (Francia)
- Körfez, regia di Emre Yeksan (Turchia, Germania, Grecia)
- Sarah joue un loup garou, regia di Katharina Wyss (Svizzera, Germania)
- Team Hurricane, regia di Annika Berg (Danimarca)
- Temporada de caza, regia di Natalia Garagiola (Argentina, Stati Uniti d'America, Germania, Francia, Qatar)

#### Eventi speciali fuori concorso
- Pin Cushion, regia di Deborah Haywood (Regno Unito)
- Veleno, regia di Diego Olivares (Italia)

### Giornate degli Autori

#### In concorso
- Candelaria, regia di Jhonny Hendrix Hinestroza (Colombia, Germania, Norvegia, Argentina)
- Il contagio, regia di Matteo Botrugno e Daniele Coluccini (Italia)
- Dove cadono le ombre, regia di Valentina Pedicini (Italia)
- L'equilibrio, regia di Vincenzo Marra (Italia)
- Eye on Juliet, regia di Kim Nguyen (Canada)
- Ga'agua, regia di Savi Gabizon (Israele)
- Life Guidance, regia di Ruth Mader (Austria)
- Looking For Oum Kulthum, regia di Shirin Neshat (Germania, Austria, Italia)
- M, regia di Sara Forestier (Francia)
- Mai mee samui samrab ter, regia di Pen-ek Ratanaruang (Thailandia, Germania, Norvegia)
- Mi hua zhi wei, regia di Pengfei (Cina)
- Volubilis, regia di Faouzi Bensaïdi (Marocco, Francia)

#### Women's Tales
- 13 Carmen, regia di Chloë Sevigny (Italia, Stati Uniti d'America)
- 14 (The End of History Illusion), regia di Celia Rowlson-Hall (Italia, Stati Uniti d'America)

#### Eventi speciali
- Agnelli, regia di Nick Hooker (Stati Uniti d'America)
- Getting Naked: A Burlesque Story, regia di James Lester (Stati Uniti d'America)
- La legge del numero uno, regia di Alessandro D'Alatri (Italia)
- Il risoluto, regia di Giovanni Donfrancesco (Italia, Francia)
- Thirst Street, regia di Nathan Silver (Stati Uniti d'America)
- Il tentato suicidio nell'adolescenza, regia di Ermanno Olmi (Italia)
- Preghiera, regia di Davide Cavuti (Italia)

#### Proiezioni speciali
- I'm (Endless Like the Space), regia di Anne-Riitta Ciccone (Italia)
- The Millionairs, regia di Claudio Santamaria (Italia)
- Raccontare Venezia, regia di Wilma Labate (Italia, Francia)

### Venezia Classici
- I figli delle mille e una notte (Les baliseurs du désert / El-haimoune), regia di Nacer Khemir (Tunisia, Francia - 1984)
- Batch '81, regia di Mike De Leon (Filippine - 1982)
- L'asso di picche (Černý Petr), regia di Miloš Forman (Cecoslovacchia - 1963)
- Gli amanti crocifissi (Chikamatsu monogatari), regia di Kenji Mizoguchi (Giappone - 1954)
- Incontri ravvicinati del terzo tipo (Close Encounters of the Third Kind), regia di Steven Spielberg (Stati Uniti d'America - 1977)
- Daïnah la métisse, regia di Jean Grémillon (Francia - 1932)
- Deserto rosso, regia di Michelangelo Antonioni (Italia - 1964)
- Due o tre cose che so di lei (Deux ou trois choses que je sais d’elle), regia di Jean-Luc Godard (Francia - 1967)
- La donna scimmia, regia di Marco Ferreri (Italia, Francia - 1964)
- Va' e vedi (Idi i smotri), regia di Elem Klimov (Unione Sovietica - 1985)
- Tutto in una notte (Into the Night), regia di John Landis (Stati Uniti d'America - 1985)
- Non c'è pace tra gli ulivi, regia di Giuseppe De Santis (Italia - 1950)
- Novecento, regia di Bernardo Bertolucci (Italia - 1976)
- Il sapore del riso al tè verde (Ochazuke no Aji), regia di Yasujirō Ozu (Giappone - 1952)
- L'occhio del maligno (L'Oeil du malin), regia di Claude Chabrol (Francia - 1962)
- Il castello maledetto (The Old Dark House), regia di James Whale (Stati Uniti d'America - 1932)
- Femmina ribelle (The Revolt of Mamie Stover), regia di Raoul Walsh (Stati Uniti d'America - 1956)
- L'intendente Sansho (Sanshō dayū), regia di Kenji Mizoguchi (Giappone - 1954)

## I premi

### Premi della selezione ufficiale
- Leone d'oro al miglior film: La forma dell'acqua - The Shape of Water (The Shape of Water), regia di Guillermo del Toro
- Leone d'argento - Gran premio della giuria: Foxtrot - La danza del destino (Foxtrot) di Samuel Maoz
- Leone d'argento per la miglior regia: Xavier Legrand per L'affido (Jusqu'à la garde)
- Coppa Volpi per la migliore interpretazione femminile: Charlotte Rampling per Hannah
- Coppa Volpi per la migliore interpretazione maschile: Kamil al-Basha per L'insulto (Qaḍiyya raqm 23)
- Premio Osella per la migliore sceneggiatura: Martin McDonagh per Tre manifesti a Ebbing, Missouri (Three Billboards Outside Ebbing, Missouri)
- Premio speciale della giuria: Sweet Country di Warwick Thornton
- Premio Marcello Mastroianni ad un attore o attrice emergente: Charlie Plummer per Charley Thompson (Lean on Pete)

### Orizzonti
- Premio Orizzonti per il miglior film: Nico, 1988 di Susanna Nicchiarelli
- Premio Orizzonti per la miglior regia: Vahid Jalilvand per Il dubbio - Un caso di coscienza (Bedun-e tārikh, bedun-e emzā)
- Premio Orizzonti per la miglior sceneggiatura: Los versos del olvido di Alireza Khatami
- Premio speciale della giuria di Orizzonti: Caniba di Lucien Castaing-Taylor e Verena Paravel
- Premio Orizzonti per il miglior cortometraggio: Gros chagrin di Céline Devaux
- Premio Orizzonti per la miglior interpretazione maschile: Navid Mohammadzade per Il dubbio - Un caso di coscienza (Bedun-e tārikh, bedun-e emzā)
- Premio Orizzonti per la miglior interpretazione femminile: Lyna Khoudri per Les Bienheureux

### Leone del futuro - Premio opera prima "Luigi De Laurentiis"
- L'affido (Jusqu'à la garde) di Xavier Legrand

### Premi alla carriera
- Leone d'oro alla carriera: Robert Redford e Jane Fonda[9]
- Premio Jaeger-LeCoultre Glory to the Filmmaker: a Stephen Frears[10]

### Venezia Classici
- Premio Venezia Classici per il miglior documentario sul cinema: The Prince and the Dybbuk di Elwira Niewiera e Piotr Rosołowski
- Premio Venezia Classici per il miglior film restaurato: Va' e vedi (Idi i smotri) di Elem Klimov

### Venice Virtual Reality
- Premio miglior VR: Arden's Wake (Expanded) di Eugene YK Chung
- Premio migliore esperienza VR (per contenuto interattivo): La camera insabbiata di Laurie Anderson e Hsin-Chien Huang
- Premio migliore storia VR (per contenuto lineare): Bloodless di Gina Kim

### Premi collaterali
- Premio Arca CinemaGiovani:
  - Miglior film italiano: Beautiful Things di Giorgio Ferrero
  - Miglior film in concorso: Foxtrot - La danza del destino (Foxtrot) di Samuel Maoz
- Premio del Pubblico BNL: Longing di Savi Gabizon
- Premio Brian: Les Bienheureux di Sofia Djama
- Premio Civitas Vitae: Silvio Soldini per Il colore nascosto delle cose
- Premio del Pubblico - Circolo del Cinema di Verona – 31. Settimana internazionale della critica: Team Hurricane di Annika Berg
- Premio Fair Play cinema: Ex Libris - The New York Public Library di Frederick Wiseman
  - Menzione speciale a Human Flow di Ai Weiwei
- Premi FEDEORA:
  - Miglior film: Eye on Juliet di Kim Nguyen
  - Miglior regista esordiente: Sara Forestier per M
  - Miglior attrice: Redouanne Harjane per M
- Premio FEDIC: La vita in comune di Edoardo Winspeare
  - Menzione Speciale FEDIC: Nico, 1988 di Susanna Nicchiarelli
  - Menzione FEDIC – Il giornale del cibo: Le visite di Elio Di Pace
- Premio FIPRESCI:
  - Miglior film Venezia 72 a Ex Libris - The New York Public Library di Frederick Wiseman
  - Miglior film d'esordio: Los versos del olvido di Alireza Khatami
- Premio Fondazione Mimmo Rotella: George Clooney, Michael Caine e Ai Weiwei
- Premio Enrico Fulchignoni – CICT-UNESCO: Human Flow di Ai Weiwei
- Premio Future Film Festival Digital Award: La forma dell'acqua - The Shape of Water (The Shape of Water) di Guillermo Del Toro
  - Menzione Speciale: Gatta Cenerentola di Alessandro Rak
- GdA Director's Award - Giornate degli Autori: Candelaria di Jhonny Hendrix Hinestroza
- Premio Green Drop: First Reformed - La creazione a rischio (First Reformed) di Paul Schrader
- Premio Human Rights Nights al Cinema dei Diritti Umani:
  - Premio Speciale Diritti Umani - HRNs Award: The Rape of Racy Taylor di Nancy Buirski
  - Menzione speciale: L'ordine delle cose di Andrea Segre
  - Menzione Speciale: Human Flow di Ai Weiwei
- Premio Interfilm: Los versos del olvido di Alireza Khatami
- Premio Label Europa Cinema: M di Sara Forestier
- Premio Lanterna Magica (CGS): L'equilibrio di Vincenzo Marra
- Premio La Pellicola d'Oro:
  - Migliore direttore di produzione film italiano in concorso: Daniele Spinozzi per Ammore e malavita
  - Migliore direttore di produzione film internazionale in concorso: Riccardo Marchegiani per Mektoub, My Love - Canto uno
  - Miglior macchinista: Roberto Di Pietro per Hannah
- Premio Leoncino d'oro Agiscuola:
  - Leoncino d'oro: Ella & John - The Leisure Seeker (The Leisure Seeker) di Paolo Virzì
  - Segnalazione Cinema for UNICEF 2017: Human Flow di Ai Weiwei
- Premio Mouse d'oro:
  - Mouse d'oro – Concorso: Mektoub, My Love - Canto uno di Abdellatif Kechiche
  - Mouse d'argento – Fuori concorso: Gatta Cenerentola di Alessandro Rak
- Premio NuovoImaie Talent Award: Federica Rosellini per Dove cadono le ombre e Mimmo Borrelli per L'equilibrio
- Premio Open: Gatta Cenerentola di Alessandro Rak
- Premio Francesco Pasinetti:
  - Miglior film a Ammore e malavita dei Manetti Bros.
  - Migliori attori: Il cast di Ammore e malavita
  - Premio speciale: Gatta Cenerentola di Alessandro Rak e Nico, 1988 di Susanna Nicchiarelli
- Premio Gillo Pontecorvo - Arcobaleno Latino: Miao Xiaotian, Ceo di China Film Coproduction Corporation
- Queer Lion: Marvin di Anne Fontaine
- Premio Mario Serandrei - Hotel Saturnia & International per il Miglior contributo tecnico – 32. Settimana internazionale della critica: Les Garçons sauvages di Bertrand Mandico
- Premio Sfera 1932: La Mélodie - Suona sogna vola di Rachid Hami
- Premio del Pubblico SIAE - 32. Settimana internazionale della critica: Temporada de caza di Natalia Garagiola
- Premio SIGNIS: La casa sul mare (La villa) di Robert Guédiguian
  - Menzione Speciale: Foxtrot - La danza del destino (Foxtrot) di Samuel Maoz
- Premio C. Smithers Foundation – CICT-UNESCO: La forma dell'acqua - The Shape of Water (The Shape of Water) di Guillermo Del Toro
- Premio Sorriso Diverso Venezia 2017 - Ass Ucl: Il colore nascosto delle cose di Silvio Soldini
- Premio UNIMED: La casa sul mare (La villa) di Robert Guédiguian
  - Menzione speciale a Brutti e cattivi di Cosimo Gomez
- Premio Lina Mangiacapre: Les Bienheureux di Sofia Djama
- Premio Soundtrack Stars: Alexandre Desplat per la colonna sonora di La forma dell'acqua - The Shape of Water (The Shape of Water)
  - Menzione speciale alle musiche di Ammore e malavita dei Manetti Bros.
  - Premio SIAE: Paola Turci
- Soundtrack Stars: Andrea Guerra[6][11]